# Itaquaquecetuba
Itaquaquecetuba város Brazíliában, São Paulo államban. Lakosainak száma 375 011 fő (2020. július 1.). Itaquaquecetuba Arujá, Poá, São Paulo, Suzano, Mogi das Cruzes és Guarulhos községekkel határos.

## Népesség
A település népességének változása:
| Lakosok száma | 272 942 | 321 770 | 352 801 | 375 011 | 369 275 |
|               | 2000    | 2010    | 2015    | 2020    | 2022    |